# Choren Howhannisjan
Choren Howhannisjan (armenisch Խորեն Հովհաննիսյան; englisch Khoren Hovhannisyan; wissenschaftliche Transliteration Xoren Hovhannisyan; international bekannter durch russisch Хорен Георгиевич Оганесян, Choren Georgijewitsch Oganessjan; * 10. Januar 1955 in Jerewan, Armenische SSR, Sowjetunion) ist ein ehemaliger sowjetischer und armenischer Fußballspieler. Die UEFA nutzt die russisch-englische Misch-Transkription Khoren Oganesian bzw. Oganessian.

## Sportliche Laufbahn

### Vereinskarriere
Auf Vereinsebene spielte er von 1974 bis 1985 für den FC Ararat Jerewan, für den er fast 300 Spiele absolvierte. Nachdem er sich im Streit vom Club trennte, spielte er für weitere, sowjetische Clubs, darunter der sowjetische Erstligist Paxtakor Taschkent aus Usbekistan und dann, als Armenien 1991 unabhängig wurde bei Homenetmen Jerewan. Den ersten Meistertitel teilte sich Homenetmen mit Schirak Gjumri. Der inzwischen in Pjunik Jerewan umbenannte Club ist heute armenischer Rekordmeister.

### Auswahleinsätze
In der Nationalmannschaft der UdSSR war er von 1978 bis 1984 aktiv. 1982 spielte er für die Nationalmannschaft bei der Weltmeisterschaft in Spanien, wo er in der Vor- und Zwischenrunde zu drei Einsätzen kam und beim 1:0 über Belgien das entscheidende Tor erzielte. Er war außerdem Mitglied der sowjetischen Auswahl, die 1980 in Moskau am olympischen Fußballturnier teilnahm und die Bronzemedaille gewann. 1989 kam er noch einmal in einem inoffiziellen Spiel, der Abschiedspartie von Oleh Blochin, in der Sbornaja für 15 Minuten in Kiew gegen eine von DFB-Teamchef Franz Beckenbauer gecoachte Weltauswahl zum Einsatz.

## Trainerlaufbahn
Mitte der 1990er-Jahre betreute Choren Howhannisjan die armenische A-Nationalelf. Auch im Clubfußball war er als Trainer tätig.

## Trivia
Zum 50. Geburtstag des europäischen Fußballverbands UEFA erkoren die Armenier 2003 im Rahmen der Auszeichnung UEFA Jubilee 52 Golden Players Howhannisjan zu ihrem besten Fußballer des vergangenen halben Jahrhunderts.